# ハロー・ドーリー! (映画)
『ハロー・ドーリー!』（Hello, Dolly! ）は、1969年公開のアメリカのミュージカル映画。

## 概要
ミュージカル『ハロー・ドーリー!』を映画化した作品。監督はジーン・ケリー。振り付けはマイケル・キッドが担当した。
第42回アカデミー賞において、美術賞・ミュージカル音楽賞・録音賞の3部門を受賞した。
客演したルイ・アームストロングの歌う主題曲『ハロー・ドーリー!』は、ポピュラー音楽としても広く知られる。なお、アームストロングによる歌詞は、それまでのミュージカルで使用されているものとリフレイン部分の歌詞が若干異なる（英語版参照）。
豪華な配役に、かつてのニューヨークを再現したセットなど評価は高かったが、興行的には『クレオパトラ』以来の大失敗になった。その後、大画面のミュージカル映画は下火となる。

## ストーリー

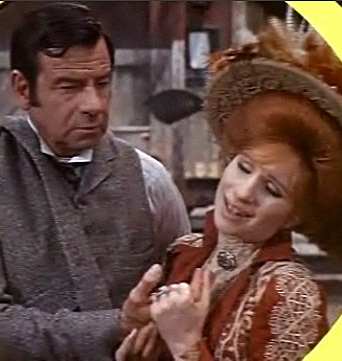
ホレスとドーリー

19世紀後半のニューヨーク。若い未亡人ドーリー（バーブラ・ストライサンド）は、かつては夫と共に夜毎、高級レストランに通い、その明るい性格で店の従業員たち全員から慕われる存在だった。おせっかい焼きで、良く言えば面倒見のいいドーリーは、夫の死後は安アパートに住み、仲人業を生活の糧としている。結婚仲介をはじめ全ての「ご縁を取り持つ」ことをモットーに、宣伝の名刺を配り歩くドーリー。
ドーリーの顧客であるホーレス（ウォルター・マッソー）は、郊外の田舎町ヨンカーズで飼料の工場を営む中年男である。姪のアーメンガード（ジョイス・エームス）と二人暮らしのホーレスは、金持ちのくせにケチで、アーメンガードと恋人の貧乏画家アンブロース（トミー・チューン）の結婚に断固反対している。ホーレスは恋人たちの思いを無視して、ドーリーに姪の結婚相手の物色を依頼した。
従業員に対しても口やかましく、センスも悪いホーレス。だが、ドーリーはそんなホーレスが気になって仕方がない。おせっかい焼きのドーリーは、自分ならばホーレスを変えられると確信し、結婚を望む。しかし、ホーレスは帽子屋の女主人アイリーン（マリアン・マクアンドリュー）にプロポーズする気でいる。ホーレスにアイリーンを取り持ったのは、他ならぬドーリーなのだ。しかし、ホーレスを諦め切れないドーリー。
アーメンガードと貧乏画家アンブロースの恋を知ったドーリーは、二人を結婚させるために計画を立てる。それは、ニューヨークの高級レストランで開催されるダンス・コンテストで優勝し、賞金を獲得するというアイデアだった。そして、それは同時に、ドーリーの恋を成就させるための計画でもあった。レストランで食事したものの皆、金がなく、アイリーンたちは逃げ出してしまった。そんな騒ぎの後で、ホレスはドーリーを見直し、結婚を申し込んだ。ドーリーは、青空を渡るような風のように幸福だった。

## キャスト

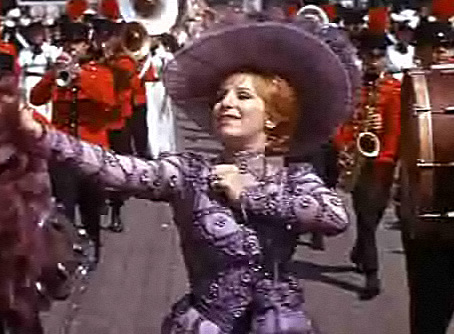
バーブラ・ストライサンド(予告編から)

| 役名                               | 俳優                           | 日本語吹替                         | 日本語吹替       |
| 役名                               | 俳優                           | TBS版                              | LD版             |
| ---------------------------------- | ------------------------------ | ---------------------------------- | ---------------- |
| ドーリー・リーヴァイ               | バーブラ・ストライサンド       | 小原乃梨子                         | 池田昌子         |
| ホレス・ヴァンダーゲルダー         | ウォルター・マッソー           | 金井大                             | 富田耕生         |
| コーネリアス・ハックル             | マイケル・クロフォード         | 野島昭生                           | 富山敬           |
| アイリーン・モロイ                 | マリアンヌ・マックアンドリュー | 鈴木弘子                           | 鈴木弘子         |
| バーナビー・タッカー               | ダニー・ロッキン               | 水島裕                             | 八代駿           |
| ミニー・フェイ                     | E・J・ピーカー                 | 山本嘉子                           |                  |
| アーメンガード・ヴァンダーゲルダー | ジョイス・エームス             | 潘恵子                             | 土井美加         |
| アンブロース・ケンパー             | トミー・チューン               | 石丸博也                           | 神谷明           |
| グシー・グレンジャー               | ジュディ・ナイツ               |                                    | 吉田理保子       |
| ルドルフ・ライゼンウェバー         | デヴィッド・ハースト           |                                    | 増岡弘           |
| 理髪師                             | リチャード・コリアー           |                                    | 北村弘一         |
| 公園の警官                         | J・パット・オマリー            |                                    |                  |
| オーケストラリーダー               | ルイ・アームストロング         |                                    |                  |
| 不明 その他                        |                                |                                    | 千葉繁 野本礼三  |
|                                    |                                |                                    |                  |
| 演出                               | 演出                           | 山田悦司                           |                  |
| 翻訳                               | 翻訳                           |                                    | 飯嶋永昭         |
| 効果                               |                                |                                    |                  |
| 調整                               | 調整                           | 杉原日出弥                         |                  |
| 制作                               | 制作                           | トランスグローバル                 | 東北新社         |
| 解説                               | 解説                           | 荻昌弘                             |                  |
| 初回放送                           | 初回放送                       | 1979年2月19日 『月曜ロードショー』 | 品番／FY510-35MA |

### 曲名
| 1. "Call On Dolly" 「ドーリーのところに」 2. "Just Leave Everything To Me" 「私にまかせて」 3. "Main Titles (Overture)" 「序曲」 4. "It Takes a Woman" 「女がいなければ」 5. "It Takes a Woman (Reprise)" 「女がいなければ(繰り返し)」 6. "Put on Your Sunday Clothes" 「日曜は晴れ着で」 7. "Ribbons Down My Back" 「リボンをつけて」 8. "Dancing" 「ダンスのけいこ」 9. "Before the Parade Passes By" 「パレードが通りすぎる前に」 | 1. "Intermission" 「インターミッション」 2. "Elegance" 「エレガンス」 3. "Love is Only Love" 「恋なんてものは」 4. "Hello, Dolly!" 「ハロー・ドーリー!」 5. "It Only Takes a Moment" 「ほんの一瞬のこと」 6. "So Long, Dearie" 「ソー・ロング・ディアリー」 7. "Finale"「フィナーレ」 8. "End Credits" |

## 関連
- 『WALL・E/ウォーリー』 - 2008年のディズニー・ピクサー映画。作中で主人公ロボット・ウォーリーのお気に入りの映画として本作品のダンスシーンが登場する。また、マイケル・クロフォードが歌う挿入曲「Put on your Sunday clothes」（「日曜は晴れ着で」）、「It Only Takes A Moment」（「ほんの一瞬のこと」）が作中で使用されている。